# Scooby-Doo, on ets?
Scooby-Doo, on ets? o Scooby-Doo, on estàs? (títol original en anglès, Scooby-Doo, Where Are You!) és una sèrie de televisió de comèdia animada estatunidenca creada per Joe Ruby i Ken Spears i produïda per Hanna-Barbera per a CBS. La sèrie es va estrenar com a part del programa de dibuixos animats de dissabte al matí de la cadena el 13 de setembre de 1969 i es va emetre durant dues temporades fins al 31 d'octubre de 1970. El 1978, una selecció d'episodis de les sèries animades posteriors Scooby's All-Star Laff-A-Lympics i El xou de l'Scooby-Doo es van emetre a ABC sota el títol d'Scooby-Doo, on ets?, i es va llançar en un DVD comercialitzat com la seva tercera temporada. També es va emetre a BBC One al Regne Unit de 1970 a 1973. La sèrie completa també està disponible als serveis de streaming Boomerang, Max i Tubi. S'ha doblat al català tant amb doblatge de TV3 com de Canal 9.
Scooby-Doo, on ets? és la primera encarnació d'una franquícia de mitjans de llarga durada que consisteix principalment en sèries d'animació, diverses pel·lícules i productes relacionats.